# RC Lens (női csapat)
Az RC Lens egy francia női labdarúgócsapat, melynek női szakosztályát 2001-ben alapították Arrasban. A klub hazája élvonalában szerepel és hazai mérkőzéseiknek a Stade Degouve-Brabant ad otthont.

## Története
Az együttest 2001-ben alapították, az Arras FA női szakosztályaként. Következő idényükben megnyerték a regionális bajnokságot, és feljutottak a 3. vonalba. A bajnokságban előbb a középmezőnyben, majd az élcsapatok között helyezkedtek el, végül 2009–10-ben megnyerték az harmadosztály C csoportját és első alkalommal jutottak fel a másodosztályba.
2011-ben névváltozáson esett keresztül a csapat és Arras Football Club Féminin (Arras FCF) néven folytatták szereplésüket. A 2011–2012-es szezonban bajnoki címet szereztek és bejutottak a Coupe de France elődöntőjébe. Első első osztályú szezonjában a klub elhagyta a Pierre-Bolle stadiont, és hazai mérkőzéseit a Degouve stadionban rendezték meg. Bemutatkozásukat követően még három éven keresztül vehettek részt a legjobbak között, de a 2014–15-ös szezonban búcsúztak az első osztálytól.
Bár a második vonalból majdnem sikerült egyből a visszajutás, a 2015–2016-os második helyezésük után a csapat eredményei évről-évre romlottak és a COVID-19 világjárvány idején befejezetlenné nyílvánított 2019–20-as idényben már csak a 9. helyezéssel kényszerültek beérni.
2019 nyarán partnerségi megállapodást írtak alá a Racing Club de Lens csapatával, amely hetente kétszer biztosított edzést a La Gaillette edzőközpontban, valamint az RC Lens színeiben való szereplést a csapat mérkőzésein.
2020. áprilisában az egyesülés kétségessé vált és a két klub vezetőségi ellentétei miatt, de júniusra sikerült egyezséget kötni és az Arras FCF átruházta jogait az RC Lens női tagozatára.
A Lens második helyen végzett a 2024–25-ös másodosztályú bajnokságban, így a 2025–26-os idényre az élvonalban biztosítottak helyet maguknak.

## Sikerlista
- Division 2 ezüstérmes (2): 2012[3], 2025
- Division 3 ezüstérmes (2): 2010[4]

## Játékoskeret
2025. augusztus 15-től
| #  |     | Poszt | Név             |
| -- | --- | ----- | --------------- |
| 16 | FRA | K     | Ambre Bouchard  |
| 30 | FRA | K     | Blandine Joly   |
|    | USA | K     | Maddy Anderson  |
| 2  | FRA | V     | Laura Obrecht   |
| 3  | HAI | V     | Jennyfer Limage |
| 4  | FRA | V     | Doreen Norden   |
| 5  | FRA | V     | Romane Lejeune  |
| 14 | FRA | V     | Laurine Pinot   |
| 12 | FRA | V     | Fany Proniez    |
| 22 | ALG | V     | Emma Smaali     |
| 29 | SEN | V     | Noëlie Mendy    |
|    | FRA | V     | Emmy Jézéquel   |
|    | FRA | V     | Laureen Oillic  |
|    | FRA | V     | Manon Revelli   |
| 6  | FRA | KP    | Tess David      |
| 7  | BEN | KP    | Aude Gbedjissi  |
| 9  | HAI | KP    | Sherly Jeudy    |

| #  |     | Poszt | Név                 |
| -- | --- | ----- | ------------------- |
| 17 | MAR | KP    | Fatima El Ghazouani |
| 18 | FRA | KP    | Julia Evrard        |
| 19 | HAI | KP    | Dayana Pierre-Louis |
| 20 | FRA | KP    | Clara Bertrand      |
| 26 | FRA | KP    | Carla Polito        |
| 28 | FRA | KP    | Jennifer Meunier    |
| 33 | FRA | KP    | Yasmina Malim       |
|    | MAR | KP    | Inès Aboucharif     |
|    | FRA | KP    | Agathe Hautcoeur    |
|    | FRA | V     | Sasha Pinot         |
| 11 | MAR | CS    | Kaîna El Koumir     |
| 15 | FRA | CS    | Naomie Vagre        |
| 21 | FRA | CS    | Alizée Mereau       |
| 24 | FRA | CS    | Louann Archier      |
| 34 | FRA | CS    | Amélie Trachet      |
| 36 | ARM | CS    | Lara Kazandjian     |
|    | FRA | CS    | Lizzy Millequant    |

## Korábbi híres játékosok
| - Amélie Coquet - Pauline Cousin - Christy Gavory - Manon Guitard - Marie Hannedouche - Charlotte Lorgeré - Andréa Prette - Justine Rousseeu - Marie Schepers - Lina Thivillon - Chanel Tchaptchet - Mama Diop - Kiani Wong |